# Антифашистское собрание народного освобождения Македонии

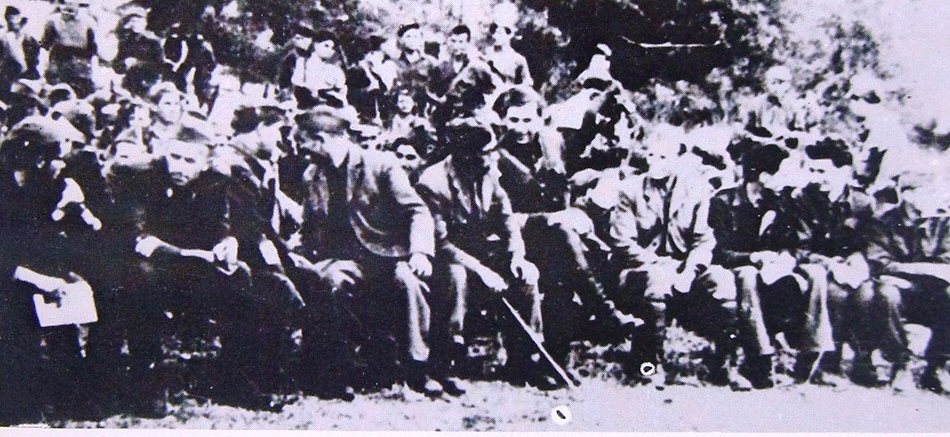
Делегаты на Первом заседании АСНОМ

Антифашистское собрание народного освобождения Македонии (макед. Антифашистичко Собрание на Народното Ослободување на Македонија, сербохорв. Антифашистичко Собрање Народног Ослобођења Македоније), сокращённо АСНОМ — верховный представительский, законодательный и исполнительный орган, созванный 2 августа 1944 года и действовавший до апреля 1945 года. На Первом заседании он провозгласил себя верховным, законодательным, представительским и исполнительным наивысшем органом государственной власти Демократической Македонии, а на Третьем заседании 16 апреля 1945 года был преобразован в Народную Скупщину Македонии.
Собрание приняло решение провозгласить македонскую государственность и македонский язык, а также равенство македонских граждан вне зависимости от этнической принадлежности. Оно же отвергало марионеточное Независимое государство Македония, основанное болгарскими оккупационными властями в 1944 году. Среди делегатов, присутствовавших на собрании, были многие будущие руководители Социалистической Республики Македония, а также будущий первый президент независимой Македонии Киро Глигоров.

## Образование
В ноябре 1943 года в деревне Црвена-Вода был образован Инициативный комитет по основанию АСНОМ (сербохорв. Иницијативни одбор за основање АСНОМ), в состав которого вошли Методия Андонов-Ченто (председатель), Страхил Гигов (секретарь), Цветко Узуновский, Венко Марковский и Михайло Апостолский. В марте 1944 года Инициативный комитет отправил письмо всем Народно-освободительным комитетам в Македонии, чтобы те избрали делегатов на Первом заседании. Первая встреча Инициативного комитета прошла 30 апреля 1944 года в деревне Стайовце, и на ней в деятельность комитета включили ещё 17 человек.

## Первая сессия
Первая сессия состоялась 2 августа 1944 года, в годовщину Илинденского восстания, в монастыре Прохора Пчиньского, недалеко от города Куманово. Местом встречи была выбрана водяная мельница (ныне снесена), находившаяся примерно в 600 метрах от монастыря. Хотя было избрано 116 делегатов, на заседании присутствовало 60 человек. Заседание открылось исполнением песни «Изгреј зора на слободата», в 17:15 оно началось с выступления старейшего делегата, учителя Панко Брашнарова из Велеса. На заседании также были представители США и Великобритании. Панко Брашаров прочитал речь:

Товарищи народные представители. В этот момент, в этом историческом месте — Святой Отец Прохор Пчиньский — и в этот исторический день — Илиндан, когда я объявляю Первое Антифашистское собрание народного освобождения Македонии открытым, душа моя преисполнена радостью, и перед закрытыми глазами я представляю, как раздвигаются реки от Пчини и Вардара до Месты и Бистрицы, как содрогается вся македонская земля, желая смыть с македонского народа десятивековой позор, навлечённый крахом Самуиловой державы, чтобы родилось сегодня новое, светлое и свободное македонское государство.
В этот момент земля наших покойных — многочисленных народных героев, которые пали и чьи останки захоронены по всей Македонии — лечит их, и они уже видят в мире, как растёт наша свобода, видят идеальную дружбу старых жителей Илиндана — Гоце Делчева — и современных илинданцев — молодой македонской армии. И закладываются основы для создания идеала двух поколений, двух эпох — свободной, единой Македонии. В знак памяти погибших героев я призываю вас выразить минутой молчания нашу вечную, бесконечную признательность
[при поминовении жертв наступает минута молчания]
Вечная слава героям, павшим за свободу Македонии! Товарищи народные представители, я был свидетелем двух Илинденских восстаний — 1903 и 1944 годов. В моей памяти есть многочисленные моменты Илинденской народной эпопеи и Крушевской республики. Бесконечны были усилия вооружённого македонского народа, огромной была жажда свобода, борьба подарила им свободную Крушевскую республику. Но разъярённый башибузук и турецкие регулярные войска ворвались и затоптали оазис свободной Македонии — Крушевскую республику — и потушили восстание, обратив истекающий кровью македонский народ в новое рабство. Животворящий источник свободы не иссяк. Македония раскололась, рабство изменилось, но борьба македонского народа не прекращалась. Когда все порабощённые народы Югославии поднялись против нынешнего врага всего человечества в лице фашизма, и македонский народ включился в эту борьбу. Он в ней видел возможность помочь всеобщей борьбе всех порабощённых народов и всего свободолюбивого человечества, помочь создать свой вековой национальный идеал. И как результат трёхлетней кровавой войны, македонский народ связал свою судьбу с судьбой всех югославских народов, помог усилиями и борьбой добраться до новой, братской, демократической и федеративной Югославии.
Сегодня на втором, славном Ильином дне, последнем Ильином дне ещё не освобождённой Македонии, закладываются основы македонского государства, в которое объединится и в котором заживёт наш народ в счастливой жизни, которую он заслуживает за свои рабские страдания и пятивековую борьбу. Да здравствует наше славное македонское федеральное государство! Да здравствует федеративная, демократическая Югославия, общий покров братских югославянских народов!
Оригинальный текст (макед.)...Другарки и другари народни претставители, Во овој момент, во ова историско место „Св. Отец Прохор Пчински“ и на овој историски ден - ИЛИНДЕН -, кога објавувам да е отворено Првото Антифашистичко собрание на народното ослободуење на Македонија, душата ми е преполнена со радост и пред премрежените очи гледам како се раздвижиле сите реки од Пчиња и Вардар до Места и Бистрица, заплускујат е целата македонска земја, сакајќи да измијат од македонскиот народ десетвековниот ропски срам од пропасти на Самуиловата држава, за да се роди денеска нова, светла и слободна македонска држава.

Во овој момент, земјата на нашите покојници - многубројни народни герои, паднали и посејали коските си по цела Македонија, им станује по лека и они во мир веќе го гледаат изгревот на нашата слобода, гледат идеална дружба на старите Илинденци - на Гоце Делчев и денешните Илинденци - младата македонска војска, и поставените темели за остварението на идеалот на две поколенија, на две епохи - слободна, обединена Македонија. Во знак на почитание спрема падналите јунаци, ја ве поканувам да им ја изразиме со еден минут молчание нашата вечна, бескрајна признателност (при помен на жертвите одава се минутно молчение). Вечна слава на падналите герои за слободата на Македонија! Другари народни претставители, жив сум свидетел на два Илиндена - 1903 и 1944 година. Во моите спомени се нижат безброј моменти за илиденската народна епопеја и Крушовската република. Бескрајни беа напорите на вооружениот македонски народ, огромна беше жаждата му за слобода, борбата го дари со слободна Крушовска република. Но разјарениот башибозук и турската регуларна војска се нафрлија и го затрупаја оазисот на слободна Македонија - Крушовската република го потушија востанието и го стегнаја искрвавениот македонски народ во ново ропство. Животворениот извор на слободата не секна. Македонија ја поделија, ропствата се менија, но борбата на македонскиот народ не престана. Кога сите поробени народи на Југославија се дигнаја против денешниот непријател на целото човечество фашизмот, и македонскиот народ се нареди во таја борба. Тој во неа виде возможност да ја помогне општата борба на сите поробени народи и целото слободољубиво човечанство и да го оствари својот вековен национален идеал. И ете како резултат на тригодишни крвави борби, македонскиот народ ја врза својата судбина со судбината на сите југословенски народи, помогна со крф и борба да се дојде до нова, братска, демократска и федеративна Југославија. Денеска на фториот, славен Илинден, последен Илинден на неослободена Македонија, се стават темелите на македонската држава во која да се обедини и заживее нашиот народ онаков среќен живот каков го заслужува по своите претрпени ропски маки и петвековни борби. Да е жива нашата мила македонска федерална држава! Да е жива федеративна, демократска Југославија, заеднички покров на братските јужнословенски народи!...

На сессии были приняты пять ключевых решений:
- Антифашистское собрание народного освобождения Македонии признаётся верховным, законодательным, представительским и исполнительным наивысшем органом государственной власти Демократической Македонии.
- Македонский язык признаётся официальным языком в македонском государстве.
- Ильин день признаётся народным и государственным праздником в македонском государстве.
- Принято решение о проведении Второго заседания Антифашистского вече народного освобождения Югославии.
- Одобрена деятельность Главного штаба НОАЮ в Македонии.

В конце сессии был избран Президиум АСНОМ, куда вошли председатель, два его заместителя, два секретаря и ещё 17 членов:
- Методия Андонов-Ченто (председатель)
- Панко Брашнаров (заместитель председателя)
- Эмануель Чучков (заместитель председателя)
- Люпчо Арсов (секретарь)
- Владимир Полежиновский (секретарь)
- Венко Марковский
- Цветко Узуновский
- Благоя Фотев
- Михайло Апостолский
- Страхил Гигов
- Петре Перузе
- Кирил Петрушев
- Йован Горгов
- Эпоминонда (Андонов)
- Камбер Хасан
- Ацо Петровский
- Младен Георгиев
- Лиляна Чаловская

## Вторая сессия
Вторая сессия Антифашистского собрания народного освобождения Македонии состоялась с 28 по 30 ноября 1944 года в освобождённом Скопье. На заседании присутствовали заместители председателя Национального комитета освобождения Югославии Эдвард Кардель, Светозар «Темпо» Вукманович и Димитр Влахов, председатель Отечественного фронта Болгарии Добри Трпешев и представители военных миссий СССР, Великобритании и США.

## Третья сессия
Третья сессия Антифашистского собрания народного освобождения Македонии прошла с 14 по 16 апреля 1945 года в Скопье. На сессии Президиум АСНОМ был преобразован в Правительство Федеральной Македонии, АСНОМ стал Народной Скупщиной (Народным Собранием) Македонии, а первым председателем правительства стал Лазар Колишевский.

## Галерея

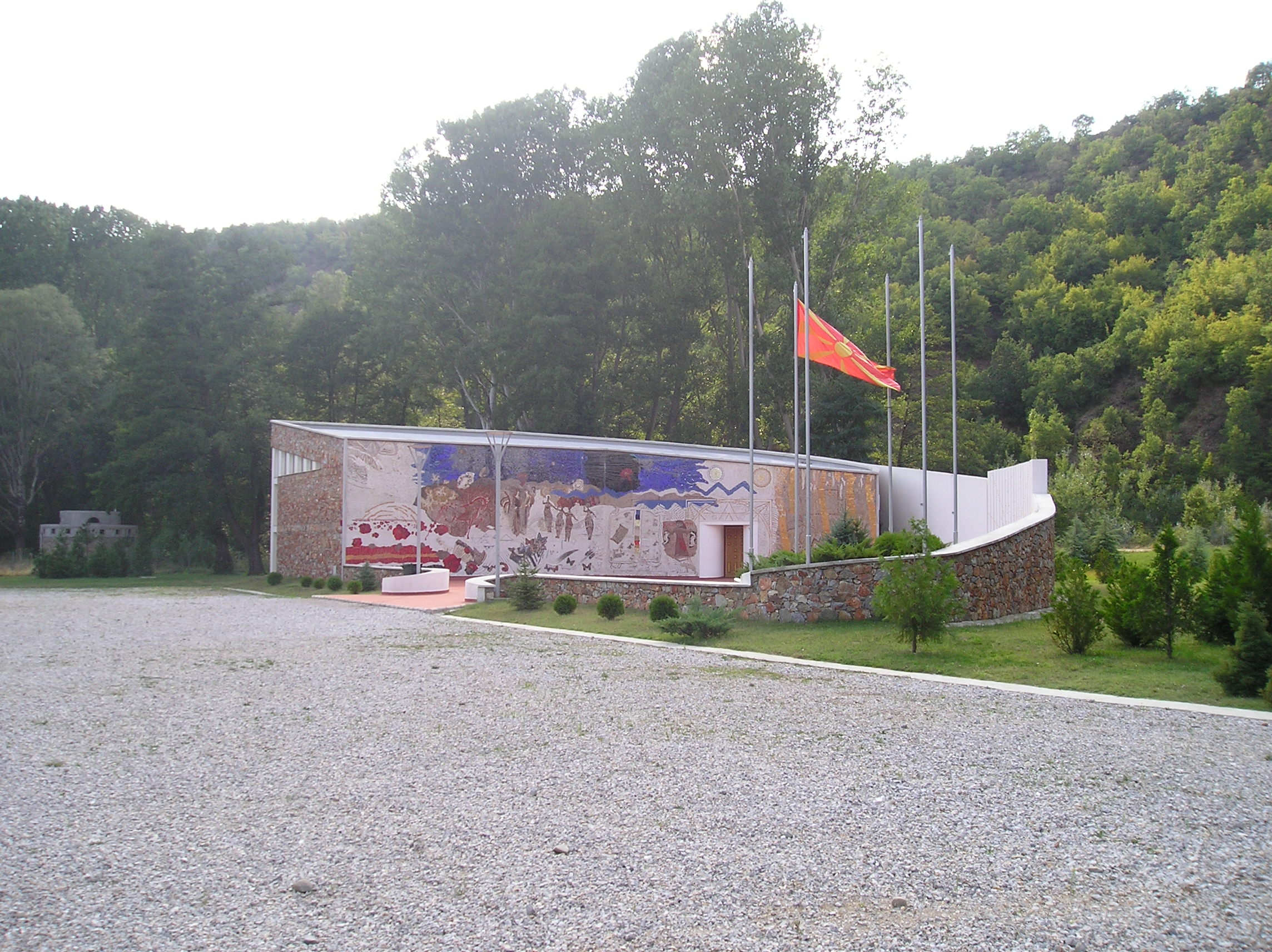
Мемориальный центр АСНОМ в Пелинце
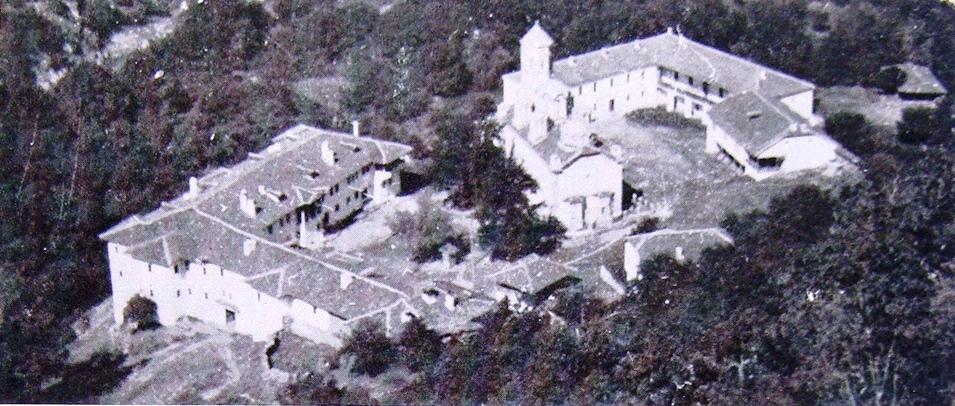
Монастырь Прохора Пчиньского в 1944 году
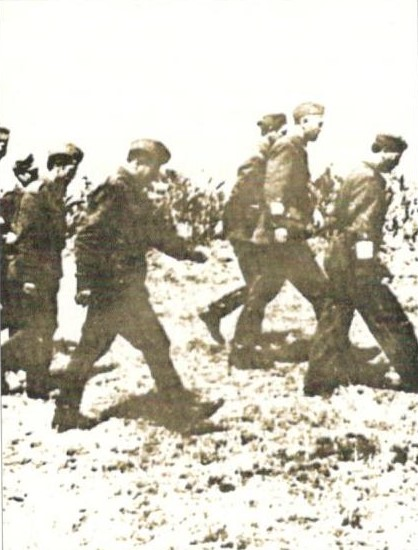
Делегаты спешат на первое заседание АСНОМ
- Речь Эдварда Карделя на Втором заседании